# Athysanella vanesca
Athysanella vanesca är en insektsart som beskrevs av Blocker och Hicks 1992. Athysanella vanesca ingår i släktet Athysanella och familjen dvärgstritar. Inga underarter finns listade i Catalogue of Life.